# Road FC Into League Pro 001
ROAD FC 인투리그 프로 001은 대한민국의 종합격투기 단체 로드 FC가 2013년 5월 18일 전라남도 순천시 PCK 체육관에서 개최한 인투리그 프로 첫번째 대회이다. '로드 FC 인투리그 프로'는 로드FC 선수들의 경기감각의 일환으로 런칭한 대회로 매 대회 때마다 메인이벤트와 코메인 이벤트가 장식되며 5분 2라운드 영건즈 프로룰로 펼쳐진다. 숙식과 파이트 머니도 제공되며 토너먼트에서 우승하면 우승상금과 함께 로드FC 영건스 대회 오프닝 경기에 출전하는 기회도 얻게 된다. 원래 '로드 FC 인투리그'는 아마추어들을 대회이지만 '로드 FC 인투리그 프로'는 셔독에도 전적이 올라가는 소규모의 프로 대회다.

## 토너먼트 결과
토너먼트 제 1경기 한이문과 김규화의 경기는 한이문의 2 대 1 판정승으로 돌아갔다. 제 2경기 조인행과 이동진의 경기는 조인행의 서브미션(암바)로 승부가 갈렸다. 메인 이벤트로 펼쳐진 한이문과 조인행이 펼친 결승전은 1라운드 3분 8초만에 한이문의 리어네이키드 초크로 승부가 갈렸다. 이 승리로 한이문은 6월 22일 강원도 원주시 치약체육관에서 열리는 로드 FC 영건즈 대회 오프닝 경기에 출전하는 기회를 얻게 되었다. 이날 코메인 이벤트는 이형석 대 송창일의 경기였다. 3라운드 종료후 이형석이 만장일치 판정승을 거두었다.